# Carl Hedegård
Carl Julius Hedegård, född Nilsson 16 oktober 1888 i Östra Hargs socken, död 24 januari 1958 i Motala, var en svensk folkskollärare, journalist, författare och kommunpolitiker. Han uppträdde under pseudonymen Gunnar Hede.

## Biografi
Efter folkskollärarexamen i Linköping 1909 var Hedegård extraordinarie folkskollärare i Norrköping fram till 1911 och kompletterade därefter sina studier vid Lunds universitet. Åren 1911–1923 var han folkskollärare i Jönköping och 1923–1932 även överlärare. Från 1933 var Hedegård även statens folkskoleinspektör i Östergötlands västra inspektionsområde. 
Han var 1918–1930 ledamot av stadsfullmäktige i Jönköping liksom 1922–1926 av kyrkorådet. Åren 1933–1937 tjänstgjorde han som programchef och hallåman vid Radiotjänsts studio i Linköping. Han flyttade till Motala och var 1939–1946 ledamot av stadsfullmäktige där och ordförande i dess beredningsutskott 1940–1946.
Författardebuten ägde rum 1912 med diktsamlingen På solstigar och mörka vägar under pseudonymen Gunnar Hede. Den använde han sedan för sina skönlitterära verk. Med diktsamlingen Skörd 1916 kom de litterära genombrottet. Hans diktsamlingar är huvudsakligen skrivna på östgötamål. Den första novellsamlingen Gården (1918) följdes av flera andra. Hedegård medarbetade i flera tidningar, bland annat i Svenska Dagbladet, Idun och Hvar 8 Dag.

### Familj
Carl Hedegård var son till lantbrukarna Carl Johan och Karolina Nilsson på Idingstad gård. 

### Skönlitteratur utgiven under pseudonymenGunnar Hede
- På solstigar och mörka vägar : en diktbok  / Vilgot Hammarling, Gunnar Hede. Stockholm: S.G.U.-förlag. 1912. Libris 1634240
- Skörd : en diktbok. Stockholm: Bonnier. 1916. Libris 1653154
- Gården : en novellbok. Stockholm: Bonnier. 1918. Libris 1653153
- Dröm och vaka : en diktbok. Stockholm: Bonnier. 1920. Libris 1653152
- Arrende : berättelser. Stockholm: Bonnier. 1922. Libris 1474896
- Konung Ingjald : skådespel i fyra akter. Stockholm: Norstedt. 1925. Libris 1474897
- De trogna : berättelser. Stockholm: Bonnier. 1929. Libris 1331440
- Psalm och visa. Stockholm: Bonnier. 1930. Libris 1331441
- Jord och människor : valda noveller. Stockholm: Bonnier. 1934. Libris 8218988
- Ve himmelsdöra : en östgötadikt. Trosa: Trosa tryckeri. 1938. Libris 1371308

### Varia utgiven under eget namn
- Väder och vind : handledning vid väderleksiakttagelser i skolan. Stockholm: Norstedt. 1923. Libris 1470464 - Tillsammans med Hjalmar Bjurulf.
- Östergötlands diktare : ett urval av östgötsk litteratur för hem och skolor. Uppsala: Lindblad. 1932. Libris 8218989
- Svensk diktning : ett urval ur svensk litteratur för fortsättningsskolan och andra ungdomsskolor. Uppsala: Lindblad. 1921. Libris 1474898 - Utkom i flera upplagor.
- Räkneblad för folkskolan. Stockholm: Norstedt. 1926-1930. Libris 1331444